# جوش هويستيس
جوش هويستيس (بالإنجليزية: Josh Huestis)‏ مواليد 19 ديسمبر 1991 في ويبستر، هو لاعب كرة سلة محترف أمريكي بدأ مسيرته الاحترافية في سنة 2014 حيث تم اختياره من قبل فريق أوكلاهوما سيتي ثاندر خلال الدرافت، يلعب مع فريق أوكلاهوما سيتي ثاندر في الرابطة الوطنية لكرة السلة ويحمل الرقم 34. يبلغ طوله 6 قدم 7 بوصة (2.0 م).

## إحصائيات المسيرة

### الموسم الاعتيادي
| السنة   | الفريق               | لعب | بدأ | دقيقة | ميداني% | ثلاثية | حرة  | ارتداد | صنع | استلاب | تصدي | نقطة |
| ------- | -------------------- | --- | --- | ----- | ------- | ------ | ---- | ------ | --- | ------ | ---- | ---- |
| 2015–16 | أوكلاهوما سيتي ثاندر | 5   | 0   | 11.0  | .417    | .667   | .000 | 2.0    | .0  | .2     | .4   | 2.8  |
| المسيرة |                      | 5   | 0   | 11.0  | .417    | .667   | .000 | 2.0    | .0  | .2     | .4   | 2.8  |

## روابط خارجية
- جوش هويستيس على موقع إن بي أي (الإنجليزية)
- جوش هويستيس على موقع سبورتس رفرنس (الإنجليزية)
- جوش هويستيس على موقع كرة السلة الأوروبية.كوم (الإنجليزية)
- جوش هويستيس على موقع إي إس بي إن.كوم (الإنجليزية)
- جوش هويستيس على موقع كلية كرة السلة في سبورتس رفرنس.كوم (الإنجليزية)
- جوش هويستيس على موقع ريلجم (الإنجليزية)
- جوش هويستيس على موقع بروبوليرز (الإنجليزية)
- جوش هويستيس على موقع سبورتس رفرنس (الإنجليزية)
- جوش هويستيس على موقع سبورتس رفرنس (الإنجليزية)